# Шукер, Карл
Карл Шукер (англ. Karl Shuker; род. 9 декабря 1959, Уэст-Мидлендс) — британский зоолог. Работает как профессиональный писатель
 и консультант, специализируется на криптозоологии, где он достиг мировой известности, путешественник, часто путешествует по миру и участвует в телевизионных и радиопрограммах. Ньютон, Майкл сказал, что «сегодня Шукер всемирно известен как автор и учёный во всех аспектах животной жизни и необъяснимых явлений, возможный последователь самого Эйвельманса».
Изучал зоологию в университете Лидса (M.Sc.) и сравнительную физиологию в Университете Бирмингема (Ph.D.). Он участник многих научных и авторских организаций. Щукер написал сотни статей и тринадцать книг. Во время своих исследований Шукер сумел привлечь большой интерес к огромному количеству криптидов, которые не были хорошо известны. Кроме своих последних изданий, он является консультантом по зоологии для Книги рекордов Гиннесса. Один вид Лорициферы, Pliciloricus shukeri, получил его имя в 2005 году.

## Книги
- Mystery Cats of the World, (1989)
- Extraordinary Animals Worldwide, (1991)
- The Lost Ark: New and Rediscovered Animals of the 20th Century, (1993)
- Dragons — A Natural History (1995)
- In Search of Prehistoric Survivors, (1995)
- The Unexplained, (1996)
- From Flying Toads To Snakes With Wings, (1997)
- Mysteries of Planet Earth, (1999)
- The Hidden Powers of Animals, (2001), по-русски Удивительные способности животных. Загадки живой природы, (2006)
- The New Zoo: New and Rediscovered Animals of the Twentieth Century, (2002)
- The Beasts That Hide From Man, (2003)
- Extraordinary Animals Revisited, (2007)
- Dr Shuker’s Casebook, (2008)

## Консультант
- Man and Beast (1993)
- Secrets of the Natural World (1993)
- Almanac of the Uncanny (1995)
- The Guinness Book of Records/Guinness World Records (1997 —), Книга рекордов Гиннесса
- Mysteries of the Deep (1998)
- Guinness Amazing Future (1999)
- The Earth (2000)
- Monsters (2001)
- Chambers Dictionary of the Unexplained (2007)